# Ескадрені міноносці типу «Фідонісі»
Ескадрені міноносці типу «Фідонісі» або так звані Есмінці «ушаковської» серії — тип ескадрених міноносців російського, радянського та українського флотів.
Всього було замовлено 16 кораблів для Чорноморського флоту, з яких було введено до складу флоту чотири одиниці, інші 12 добудовувалися в Миколаєві. Вищеозначені чотири кораблі було затоплено більшовиками біля Новоросійська в червні 1918 року. Трохи пізніше з кораблів в Миколаєві було добудовано чотири одиниці, які потім увійшли до складу білого та радянського флотів.
Протягом 1918 рр. есмінці входили до складу ВМС УНР та ВМС Української Держави.

## Будівництво і служба

### Російська доба
Були замовлені одразу після початку 1-ї світової війни. По конструкції повторювали есминці типу «Дерзкій». Відрізнялись від них наявністю турбінних приводів допоміжних механізмів, посиленим артилерійським озброєнням та трьохтрубними торпедними апаратами. Названі в пам'ять про перемоги російського флоту під командуванням Ф. Ф. Ушакова, а тому відомі як «ушаковська» серія.
Оцінюючи есмінці «ушаковської» серії як найвдаліші серед кораблів даного класу, Морський головний штаб в 1916 році замовив в Миколаєві ще 12 кораблів цього типу.
5 травня 1917 року перші кораблі цього типу «Фідонісі» та «Керч» стали до ладу ВМФ Тимчасового уряду Росії (пізніше ВМФ Російської республіки). До кінця 1917 року було збудовано 4 есмінці, така ж кількість готувалася до введення до складу флоту.
Після введення до служби, використовувались переважно для ведення розвідки та конвоювання лінійних кораблів. У деяких бойових діях участь брали до весни 1918 року під урядами Керенського та більшовиків.

### Українська доба
14 січня 1918 року Українська Центральна Рада прийняла «Тимчасовий Закон про український державний флот», відповідно до якого: «Російський Чорноморський флот… проголошується флотом Української Народної Республіки…» та «Українська Народна Республіка переймає на себе всі зобов'язання російського уряду щодо Чорноморського флоту й щодо утримання флоту й портів».

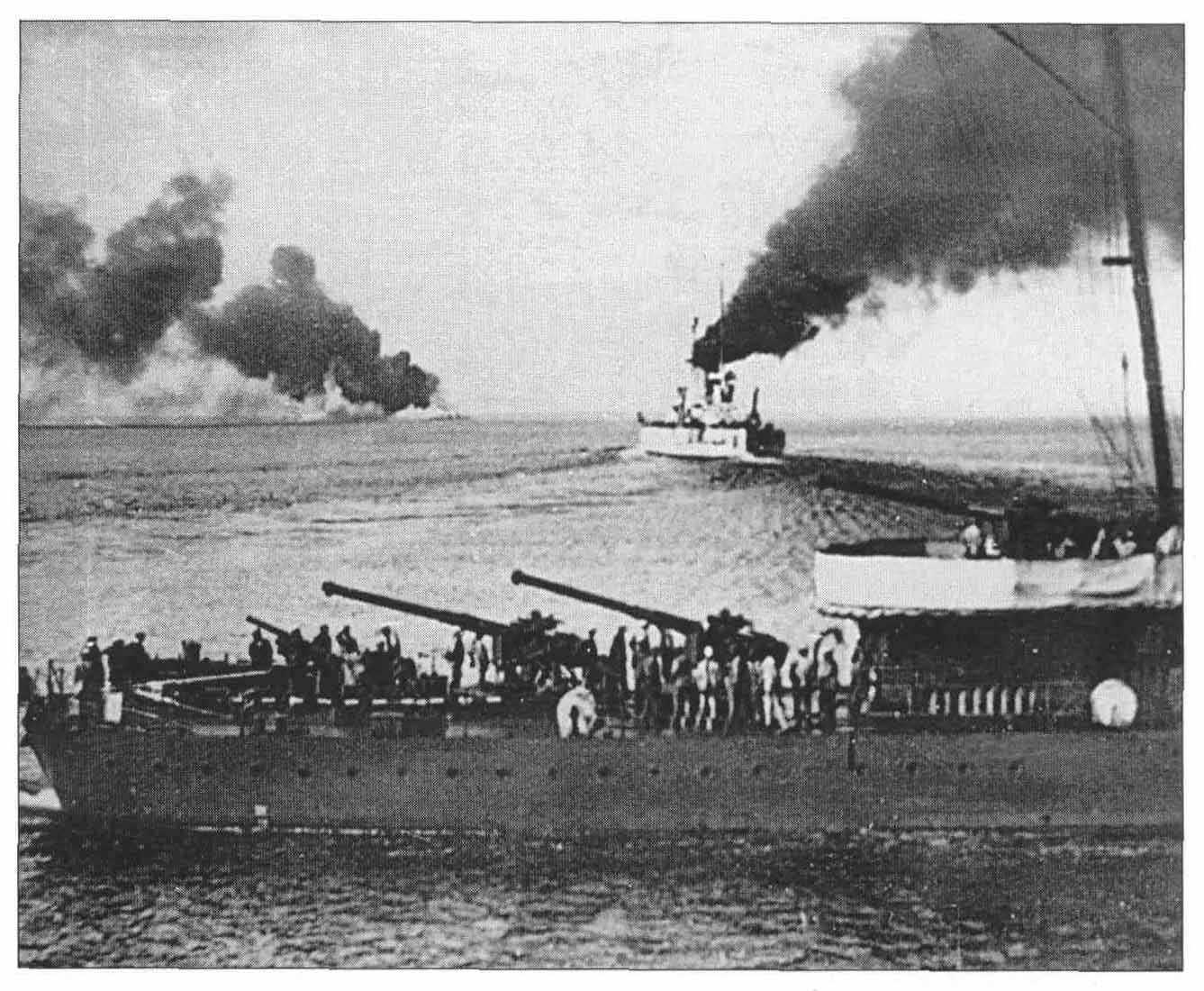
Есмінець «Керч» залишається в Новоросійську, а лінійний корабель «Воля» йде до Севастополя. 17 червня 1918 року.

Однак під час революції 1917 року екіпажі цих есмінців притримувалися переважно більшовицької орієнтації. Відмовившись піднімати український прапор, 29 квітня 1918 року есмінці «Керч», «Фідонісі» (з Феодосії або Ялти), «Каліакрія» і «Гаджибей» перейшли до Новоросійська, де в червні 1918 року були затоплені власними залогами за наказом В. І. Леніна. 18 червня «Каліакрія» та «Гаджибей» були затоплені екіпажем у Цемеській затоці. А в тому же дні есмінець «Керч», який залишився в Новоросійську, потопив лінійний корабель «Свободна Росія» чотирма торпедами також есмінець «Фідонісі» торпедою і гарматною стрільбою у Цемеській затоці. Після чого «Керч» пішов до Туапсе, де 19 червня був затоплений екіпажем.
12 кораблів цього типу, що будувалися в Миколаєві, протягом 1918 року увійшли до складу ВМС УНР, пізніше Українського Держави, однак вони, зрештою, добудовані так і не були.
У січні 1919 року кораблі були захоплені військами Антанти.

### Білогвардійська доба
З кораблів, що будувалися на миколаєвських заводах, в 1919 році був введений до ладу ЗСПР неукомплектований есмінець «Церіго», пізніше виведений в Бізерту. Там він 30 жовтня 1924 року був переданий СРСР, однак через свій поганий технічний стан він був залишений в Бізерті, а на початку 30-х рр. був розібраний на метал в Бресті.

### Радянська доба

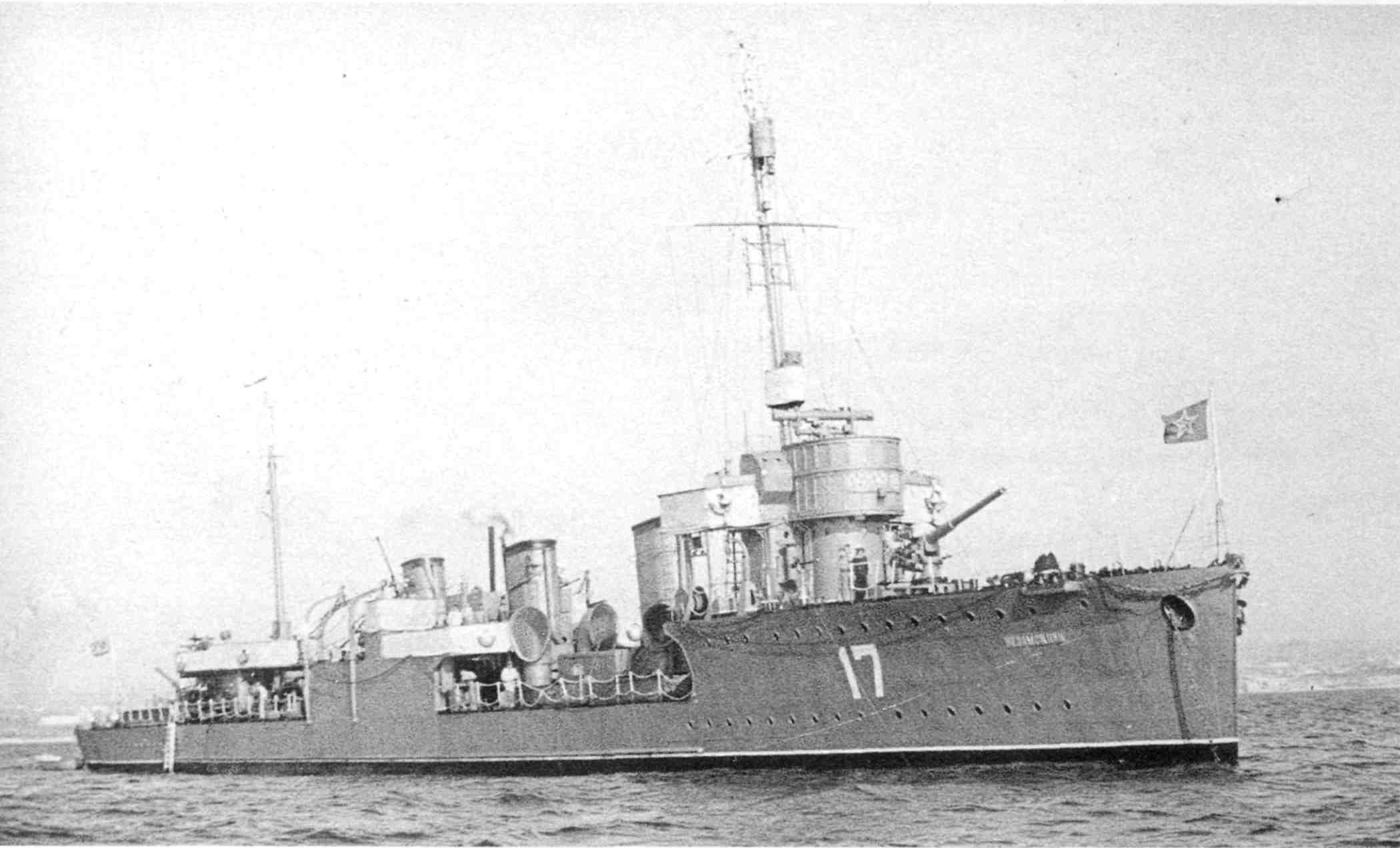
Есмінець «Незаможник» — перший військовий корабель, який збудований у МСЧМ СРСР, і один з кораблів, які мали назву українською мовою, як «Червона Україна».

«Київ», «Іван Виговський» і «Іван Сірко» були добудовані більшовиками в 1920-ті рр. Вони увійшли в до складу радянського флоту під назвами «Незаможник» (у 1923 році), «Петровський» (у 1925 році, потім перейменований в «Железнякова») і «Шаумян» (у 1925 році). Інші 8 кораблів на різних ступенях готовності більшовиками було розібрано на стапелях. Затоплена в 1918 році «Каліакрія» в 1925 році була піднята, відремонтована та перейменована в «Дзержинського».
Усі 4 вищеперераховані есмінці брали участь у німецько-радянській війні. Двоє з них — «Дзержинський» і «Шаумян» загинули в 1942 році. 8 липня 1945 року «Незаможник» та «Железняков» були нагороджені орденом Червоного Прапора.

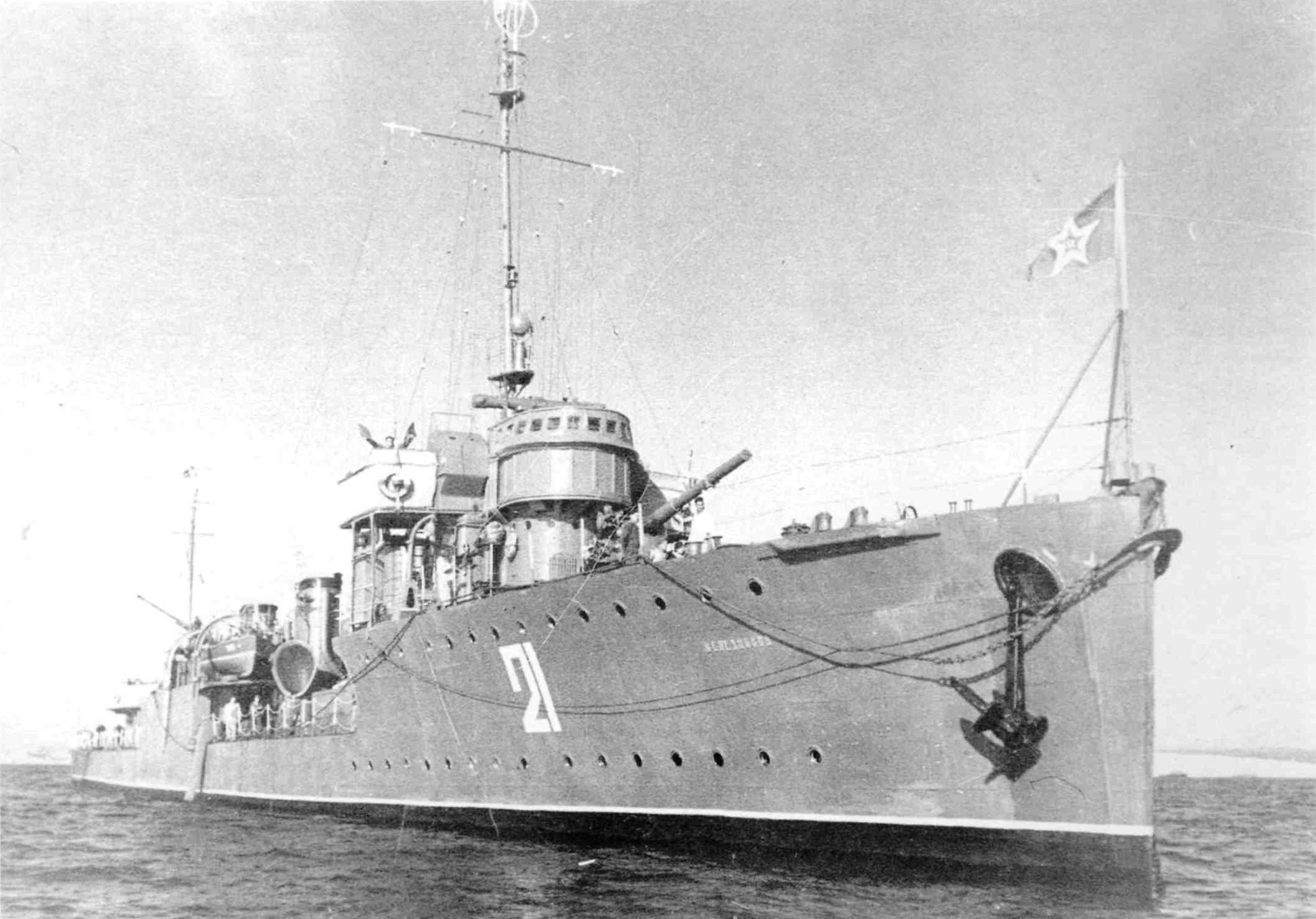
Есмінець «Железняков» у РСЧФ.

Після війни воні ще продовжували службу. «Железняков» передали Болгарії. Він служив у ВМС Болгарії з 1947 по 1949 рік. У тому же році він повернувся в СРСР і знов до складу ВМФ СРСР. А в 12 січня того же року «Незаможник» був роззброєний і переустаткований у корабель-ціль. Він на початку 1950-х років був потоплений у берегів Криму.
Останній есмінець даного типу «Железняков» у 1953 році був виведений з бойового складу, роззброєний і переформовано в плавказарму, перейменований в «ПКЗ-62». 10 липня 1956 року «ПКЗ-62» був виключений із списку судів ВМФ і 27 липня того же року був розформований у зв'язку з передачею Відділу фондового майна для демонтажу для реалізації. У 1957 році, зрештою, розібраний на метал.

## Кораблі серії

### Перша «Ушаковська» серія
- «Феодонісі», потім «Фідонісі» — в 1918 затоплений більшовиками поблизу Новоросійська.
- «Керч» — в 1918 затоплений більшовиками поблизу Новоросійська.
- «Гаджибей» — в 1918 затоплений більшовиками поблизу Новоросійська.
- «Каліакрія», потім «Дзержинський». в 1918 затоплений більшовиками поблизу Новоросійська, а в 1925 піднятий.
- «Незаможник», «Занте», потім «Незаможний», потім «Незаможник». Добудовувався в Миколаєві.
- «Церіго» — добудовувався в Миколаєві, потім виведений в Бізерту і там розібраний на метал.
- «Корфу», потім «Петровський», потім «Железняков», потім «ПКЗ-62». Добудовувався в Миколаєві.
- «Левкас», потім «Шаумян». Добудовувався в Миколаєві.

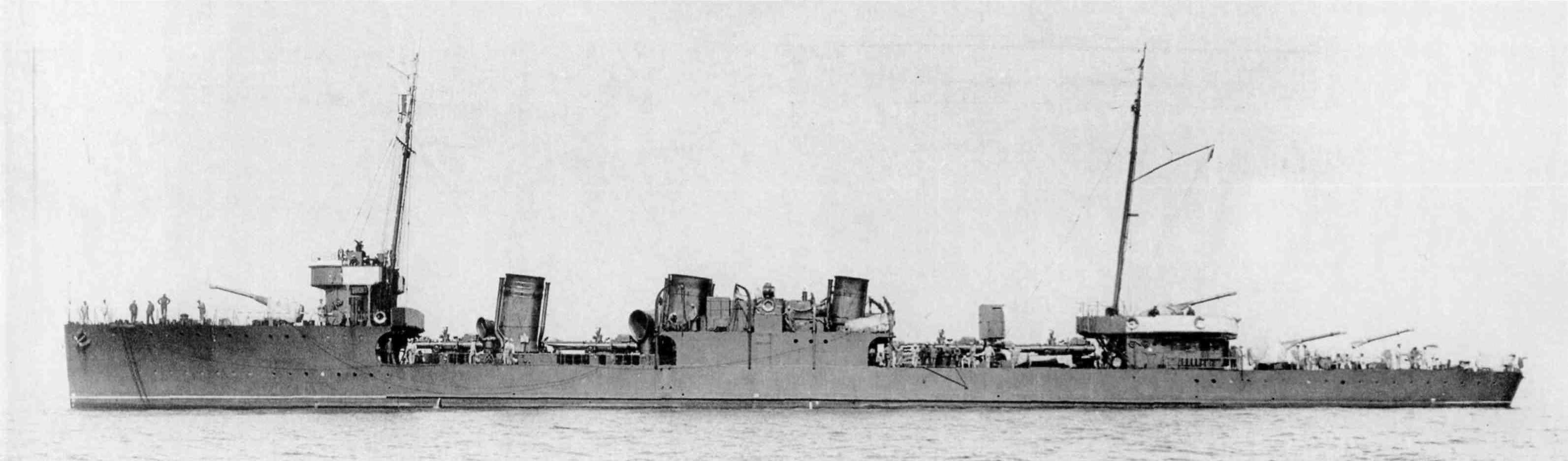
«Дзержинський»
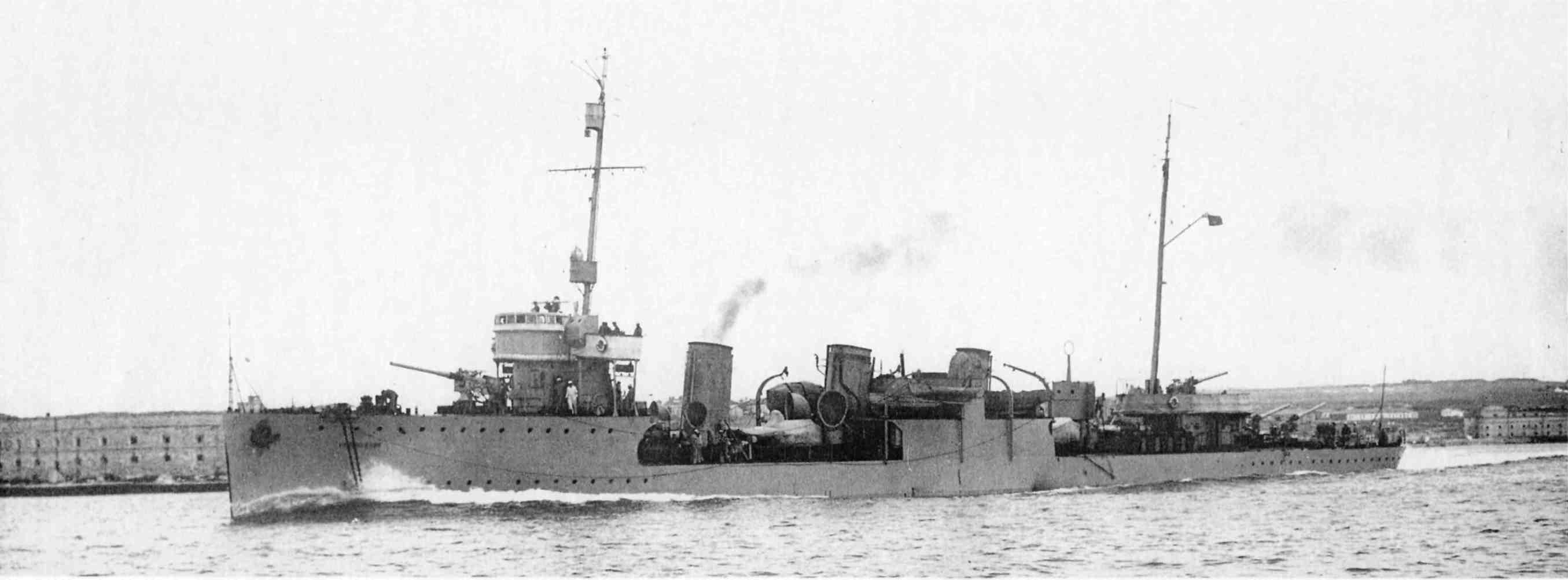
«Петровський»
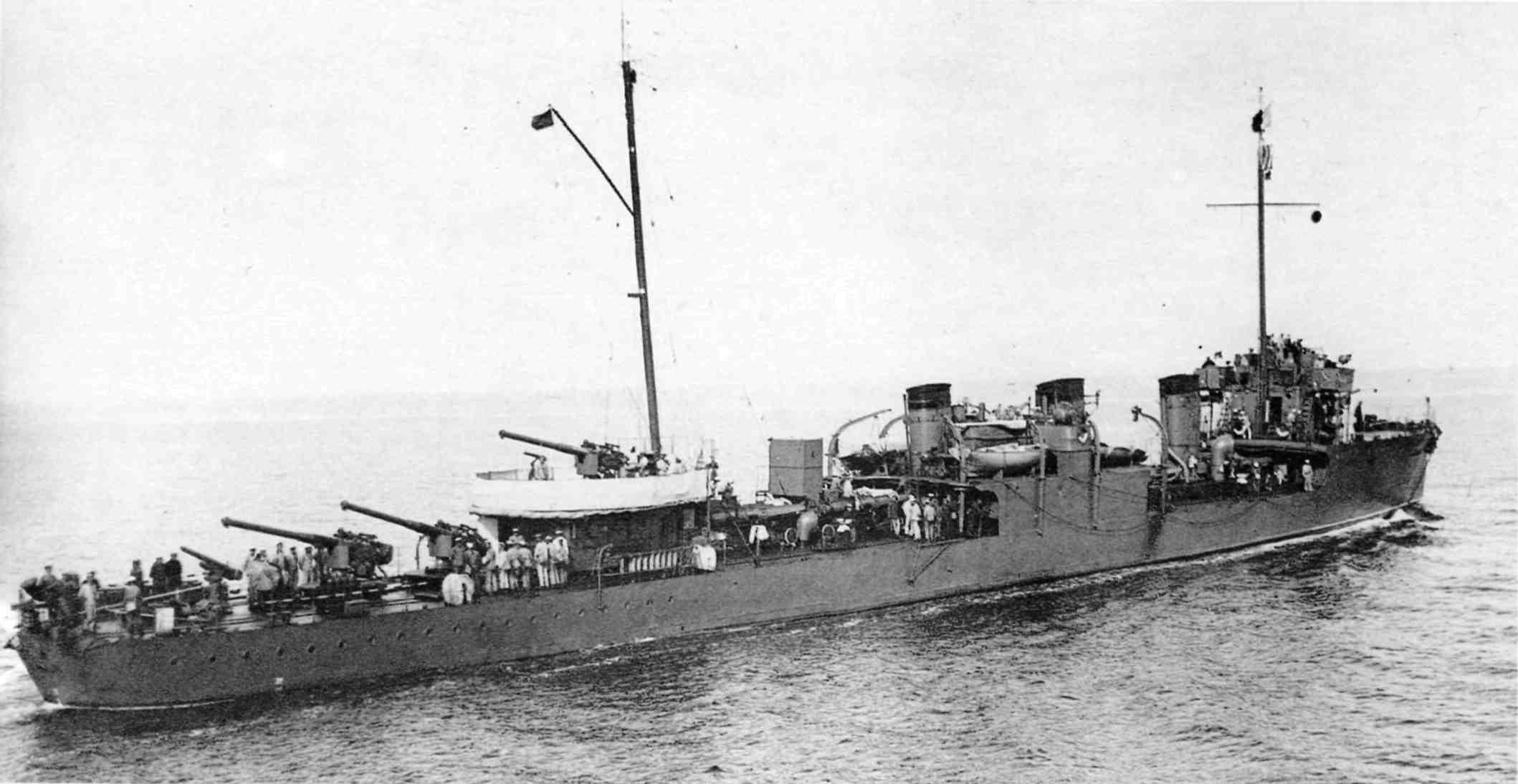
«Шаумян»

### Друга «Ушаковська» серія
- «Тенедос» — замовлення анульоване.
- «Хіос» — замовлення анульоване.
- «Родос» — замовлення анульоване.
- «Самос» — замовлення анульоване.
- Ще 8 есмінців без назви.

8 недобудованих кораблів цього типу що в 1916—1917 рр. були закладені в Миколаєві. В січні 1919 року перейменовані на український манер. Після громадянської війни розібрані на металобрухт.